# Eikenplein 2-22
Eikenplein 2-22 is een gebouw aan het Eikenplein in Amsterdam-Oost. Het is het enige pand aan de westzijde van het plein, ook aan de oostzijde van het plein staat slechts één gebouw, een school.
Eikenplein 2-22 vormt een geheel met gebouwen aan de Tweede (200-242) en Derde Oosterparkstraat (201-235). Het complex is eigendom van de Elisabeth Otter-Knoll Stichting (EOKS), vernoemd naar Elisabeth Otter-Knoll. Zij had bij de exploitatie van de gronden in de Oosterparkbuurt gronden aangekocht. Deze gronden ruilde ze om aan een van haar idealen te voldoen in voor de grond waarop het gebouw zou komen. Zij wilde een opvanghuis stichten voor alleenstaande dames van gefortuneerde aard en ouder dan 55 jaar. De aanbesteding vond plaats in oktober 1904 in het American Hotel. In november 1904 zouden de eerste heipalen de grond in zijn gegaan. De bouw liep aanmerkelijke vertraging op door een staking van circa een half jaar van bouwvakkers. Deze staking kwam ook nog eens klimatologisch ongelukkig uit. Tijdens de staking werd het slecht weer en vocht maakte zich meester van bouwmaterialen en de reeds aanwezige inrichting. In 1908 kwam het gebouw gereed, maar de vocht was er maar moeilijk uit te krijgen. Men moest twee jaar flink kolen stoken om al het vocht uit het gebouw te krijgen, tapijt en kleden moesten weer verwijderd worden. In 1910 was het gebouw dermate droog dat verdere inrichting kon plaatsvinden; de inrichting zou luxueus moeten zijn. De dames op leeftijd kregen een zit- en een slaapkamer tot hun beschikking; in eerste instantie ging het om achttien weduwen, ongehuwde vrouwen of gescheiden vrouwen (het werden zeventien kamers aangevuld met een kamer voor een regent). Voor die laatste categorie moest echter gelden dat zij geen schuld hadden aan de scheiding. Er werd destijds een minimum inkomen geëist van 500 gulden per jaar. Het tehuis gaf een aanvullend inkomen van 300 gulden. Er was mogelijkheid betaalde maaltijden te nuttigen, maar alleen op de kamers; van een gezamenlijke maaltijd was geen sprake; men wilde nabootsing van het gestichtsleven. Er waren 700 gegadigden. De opening werd steeds uitgesteld.
De architect van het geheel Jan van Looy, maakte de opening net niet mee. Hij overleed op 14 april 1911. Pas op 28 februari 1912 was het zover, dat intrek in het gebouw kon worden genomen. De journalist van Het nieuws van den Dag keek zijn ogen uit bij een bezoekje vooraf. De kamers waren van alle gemakken voorzien. Serviesgoed was van Limogesporselein. Betimmeringen en inrichting waren zoveel mogelijk in Lodewijk XVI-stijl en waren geleverd door de bekendste leveranciers. Er was bijzondere aandacht gegeven aan plafonds en schoorsteenmantels; kristallen kroonluchters werden uit Brussel aangevoerd; de firma Gunters & Meuser leverde verguld raam- en deurbeslag. Er waren conversatie-, lees- en uiteindelijk ook eetzalen. De regentenkamer was dan weer ingericht in empirestijl. In het gebouw hingen portretten van Elisabeth Knoll en haar eerste man Adolph Fortgens Otter, in 1884 vervaardigd door Jozef Israëls.
In mei 1912 kwam koningin-moeder Emma van Waldeck-Pyrmont op bezoek. Een van de bekendste inwoonsters was de gepensioneerde harpiste Rosa Spier, naar wie later het Rosa Spier Huis zou worden genoemd, met opvang van kunstenaars. Pas in 1982 kreeg het gebouw een andere bestemming, het voldeed niet meer aan de moderne eisen van bejaardenverzorging. De Stichting verhuisde naar Loowaard 3 in Amsterdam Buitenveldert. Het gebouw aan het Eikenplein werd in 1983 omgebouwd tot woon- en werkruimte. Later volgde onder leiding van architecten Henk Duijzer en Nicole Bemer-Weve een nieuwe renovatie en werd het omgebouwd tot zelfstandige wooneenheden, nog steeds in de gedachte van de stichtster. Op 13 januari 2017 werd het geopend.
Op 8 juli 1983 werd het gebouw tot gemeentelijk monument verklaard vanwege de eclectische bouwstijl met elementen uit de jugendstil. Tevens vond men de bouwvorm (U-vormig rond de binnentuin) en voorname uitstraling (entree, afzonderlijke daken en de vele dakkapellen) redenen om het de monumentenstatus te geven.

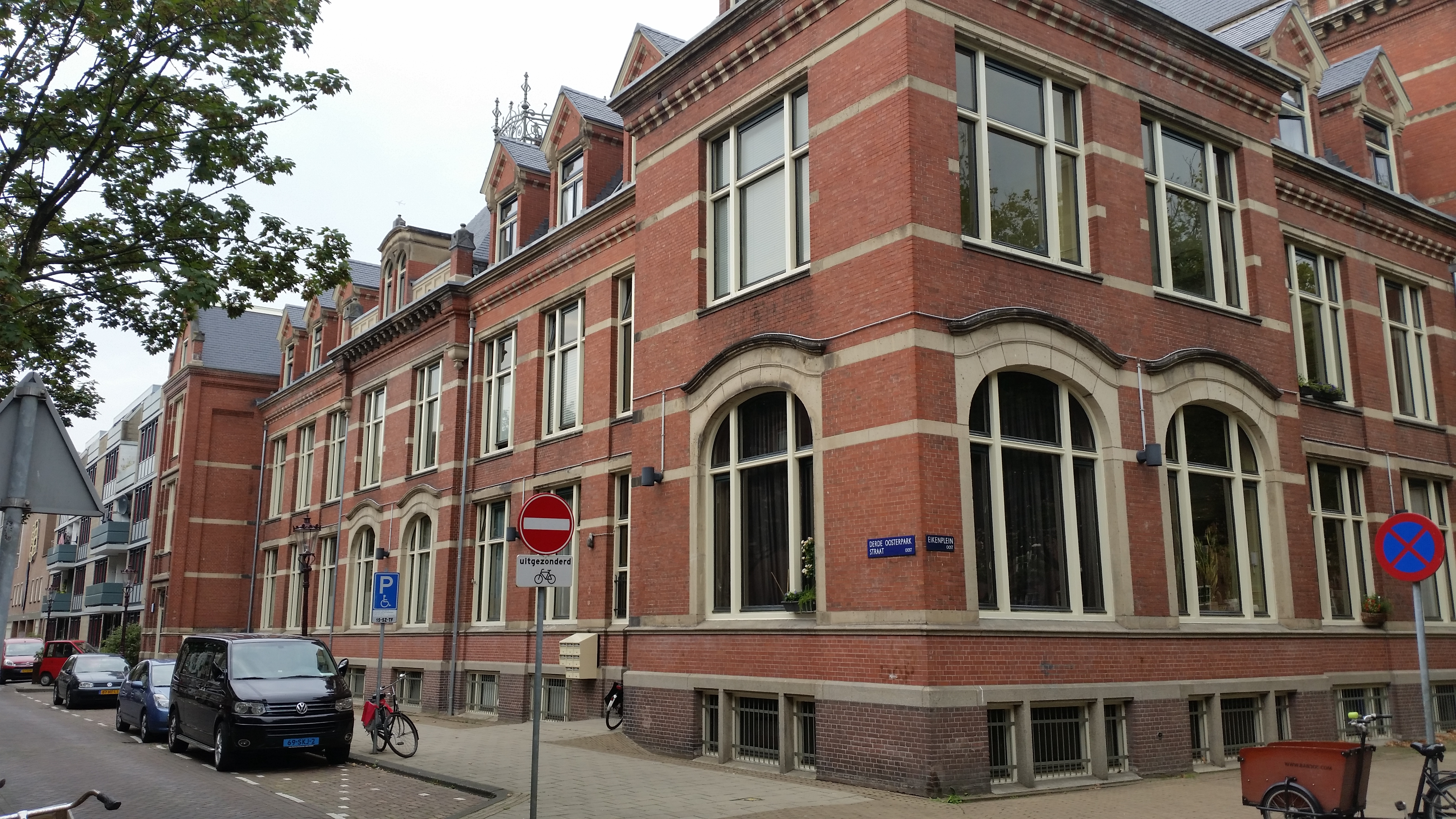
Gevel langs de Derde Oosterparkstraat (september 2018)